# Robin Hood of the Pecos
Robin Hood of the Pecos è un film del 1941 diretto da Joseph Kane.
È un film western statunitense con Roy Rogers, Marjorie Reynolds e George 'Gabby' Hayes.

## Produzione
Il film, diretto da Joseph Kane su una sceneggiatura di Olive Cooper con il soggetto di Hal Long, fu prodotto dallo stesso Kane, come produttore associato, per la Republic Pictures e girato a Burro Flats (Simi Hills) e nel Vasquez Rocks Natural Area Park, in California.

## Colonna sonora
- It's A Sad, Sad Story - scritta da Peter Tinturin, cantata da Roy Rogers
- A Certain Place I Know - scritta da Eddie Cherkose
- Jeanie with the Light Brown Hair - scritta da Stephen Foster

## Distribuzione
Il film fu distribuito negli Stati Uniti dal 14 gennaio 1941 al cinema dalla Republic Pictures. È stato distribuito anche nei Paesi Bassi con il titolo De Robin Hood van de Pecos e in Brasile con il titolo Robin Hood do Oeste.